# 爾朱栄

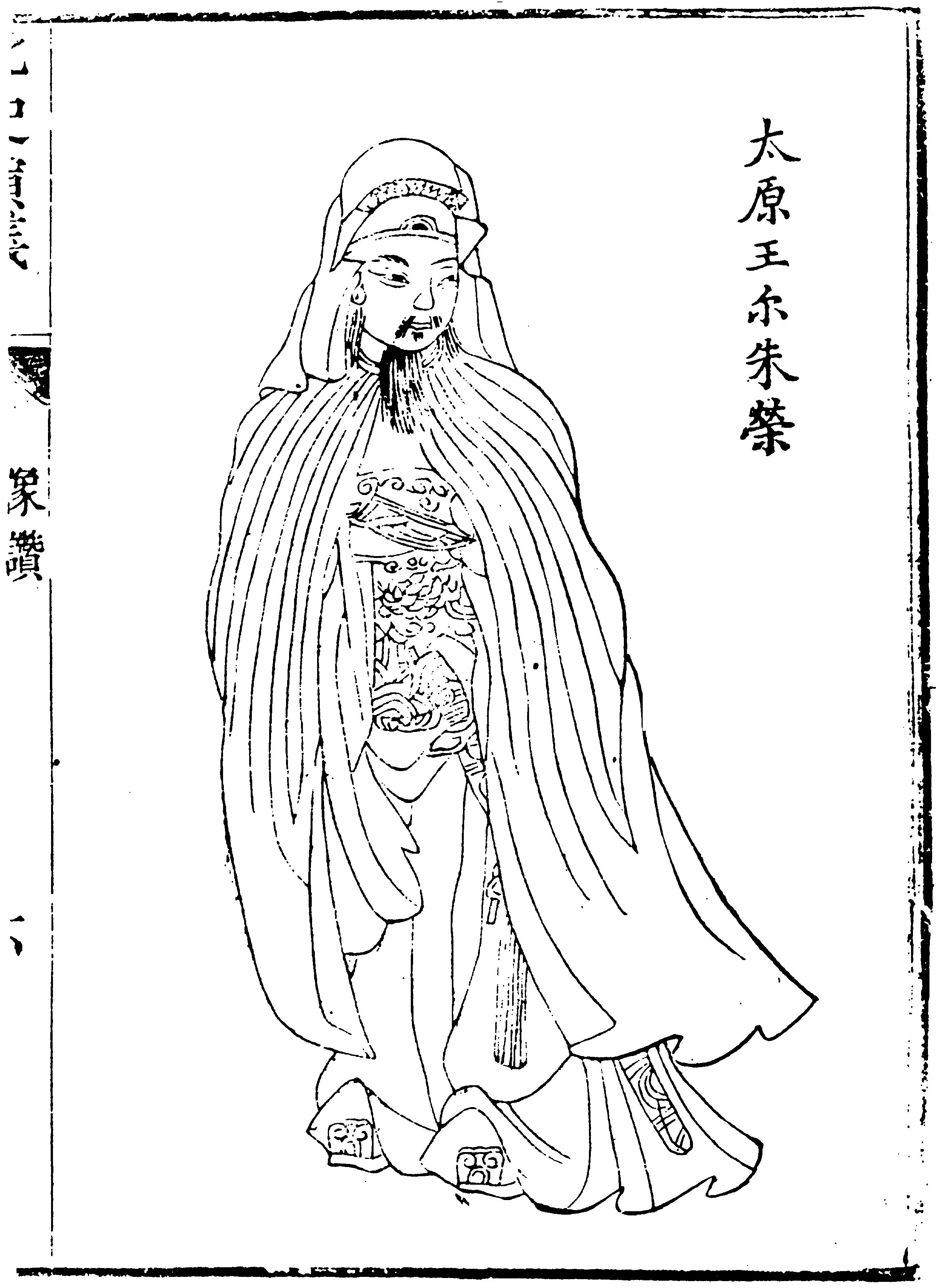
爾朱栄

爾朱 栄（じしゅ えい、493年 - 530年11月3日（旧暦9月25日））は、北魏の軍人、秀容第一領民首長。字は天宝。本貫は秀容郡。稽胡族（匈奴族）の出身。

## 生涯
北魏の散騎常侍・平北将軍の爾朱新興の子として生まれた。父が隠退すると、秀容第一領民酋長の爵位を継いだ。はじめ直寝・游撃将軍に任じられた。
523年、柔然の阿那瓌が北辺に侵攻してくると、冠軍将軍となり、都督の李崇の下で北伐して帰還した。524年、秀容の乞扶莫・牧乞真・牧子素らの乱を前後して撃破し、直閤将軍に転じた。歩落稽や勅勒の乱を鎮圧して、安平県開国侯に封ぜられ、通直散騎常侍の位を加えられた。勅勒の斛律洛陽の乱を深井で破り、平北将軍・光禄大夫となった。まもなく武衛将軍となり、安北将軍・都督恒朔討虜諸軍事を加えられ、博陵郡公に進んだ。ときに肆州刺史の尉慶賓が爾朱栄を憎んで、城門を閉じて入れようとせず、これに怒った爾朱栄が肆州を攻めて陥落させ、従叔父の爾朱羽生を刺史に立てる事件が起こった。しかし北魏の朝廷は爾朱栄を問責することができず、かえって鎮北将軍に任じた。526年、爾朱栄は鮮于修礼の乱を討って征東将軍・右衛将軍に進み、大都督となった。527年、葛栄が杜洛周を併呑して相州を囲み、鄴城に迫ったため、爾朱栄は朝廷に援軍を求めたが、孝明帝に拒否された。爾朱栄は車騎将軍となり、滏口を堅く守った。また義勇兵を募集して、北は馬邑に東は井陘にと転戦した。
爾朱栄の長女（大爾朱氏）は孝明帝の後宮に入り、嬪となった。528年、武川鎮にいた爾朱栄は生母の霊太后の専横を除くよう孝明帝の密詔を受けたが、陰謀は露見し孝明帝は生母の霊太后によって毒殺された。そこで爾朱栄は君側の奸を除くと称して挙兵し、高歓を先鋒として洛陽を攻めた。尼になって詫びた霊太后を許さず、幼主元釗（孝明帝の従甥）と共に黄河に投棄し殺害した。また、皇族や朝臣など2000人以上がこのように殺害された（河陰の変）。
爾朱栄は長楽王元子攸（孝荘帝）を皇帝に擁立し、自らの長女（元の爾朱嬪）を娶らせてその外戚となった。使持節・侍中・都督中外諸軍事・大将軍・開府・尚書令・領左右・領軍将軍に就任し、太原王に封ぜられた。長子の爾朱菩提を太原王世子に立て、次子の爾朱叉羅を梁郡王に立てた。武衛将軍の費穆の言を容れて、帝位簒奪の機会をうかがった。
帝位簒奪こそ実現しなかったが、529年に葛栄を滅ぼし、六鎮の乱を平定した。やがて北海王元顥を破って、天柱大将軍を号するなど、天子の岳父としての専横が目立つようになった。孝荘帝は爾朱栄の専横を憎み、また妻の爾朱皇后が夫を軽んじたので、ついに530年に爾朱栄暗殺を謀った。
爾朱栄は皇子の誕生の予定を聞き、爾朱皇后の見舞いのために、上党王元天穆や子の爾朱菩提らを伴って宮殿に参内した。孝荘帝はこれを機会に殿中で爾朱氏父子と元天穆を誅殺した。
しかし孝荘帝も、間もなく爾朱栄の一族である爾朱兆・爾朱世隆・爾朱天光・爾朱仲遠らによって廃位され、晋陽に連行されて殺害された。後に爾朱氏の一門は高歓によって滅ぼされた。長女（元の爾朱嬪、爾朱皇后）が高歓の側室となると、2人の幼子が保護された。

## 妻子

### 妻
- 北郷郡長公主（南安王拓跋楨の娘。爾朱栄のため、長公主に進封された）

### 男子
- 爾朱菩提
- 爾朱叉羅
- 爾朱文殊
- 爾朱文暢
- 爾朱文略

### 女子
- 大爾朱氏
- 爾朱氏（陳留王元寬（孝荘帝の異母兄の元子直の子）の妻）
- 爾朱氏（于長孺（于皇后の同母弟の于暉の子）の妻）

## 伝記資料
- 『魏書』巻74 列伝第62
- 『北史』巻48 列伝第36